# O Vira
"O Vira" é uma canção composta por João Ricardo e Luhli e que aparece no primeiro álbum de 1973 do grupo Secos e Molhados. A canção original tem grande influência da música portuguesa, com instrumentos como o acordeão.

## Recepção
A canção é um dos maiores sucessos do grupo ao lado de "Sangue Latino" e "Rosa de Hiroshima". Considerada à época uma "elegia gay bem-humorada", sua abertura alucinante com um solo de guitarra elétrica executada por John Flavin chamou a atenção para o início do rock pesado no Brasil. A letra alude às tradições portuguesas como a dança-típica Vira (que em Portugal é mais interpretado por grupos de folclore, conhecidos como Ranchos, da Região do Minho).  Causou um inesperado e gigantesco sucesso junto ao público infantil, o que também ajudou a alavancar as vendas do álbum.

## Outras Versões
- Ney Matogrosso, em carreira solo.
- Falamansa e Maskavo, para o álbum Assim Assado - Tributo ao Secos e Molhados que comemorava os 30 anos do Secos e Molhados. Presente na trilha sonora de Patrulha Salvadora (2014)
- Roberto Leal, em seu disco Gosto de Sal.
- Sandy & Júnior, no álbum Sábado à Noite de 1992.
- KLB em seu disco de 2007, Bandas.
- Cheiro de Amor, em seu álbum Cheiro de Festa de 1999.
- Frank Aguiar, no álbum Frank Aguiar 10 Anos de 2004.
- Rosa e Rosinha, no álbum Rosa e Rosinha Vol. 2.
- Jairzinho e Simony, no álbum homônimo de 1987.
- Sérgio Mallandro
- Palavra Cantada, no DVD Pauleco e Sandreca de 2013.
- Banda de Boca, no álbum MPB para Crianças, de 2009.